# Кампань-ле-Эден
Кампань-ле-Эден (фр. Campagne-lès-Hesdin) — коммуна во Франции, регион О-де-Франс, департамент Па-де-Кале, округ Монтрёй, кантон Оси-ле-Шато. Расположена в 66 км к западу от Арраса и в 98 км к юго-западу от Лилля, в 18 км от автомагистрали А16 "Европейская", в долине между реками Канш и Оти. На территории коммуны находятся несколько овцеводческих и молочных ферм.
Население (2018) — 1 927 человек.

## Экономика
Уровень безработицы (2017) — 10,6 % (Франция в целом — 13,4 %, департамент Па-де-Кале — 17,2 %). 

Среднегодовой доход на 1 человека, евро (2017) — 20 540 (Франция в целом — 21 110, департамент Па-де-Кале — 18 610). 

## Демография
Динамика численности населения, чел.

## Администрация
Администрацию Кампань-ле-Эдена с 2008 года возглавляет Мишель Эврар (Michel Évrard). На муниципальных выборах 2020 года возглавляемый им список был единственным. 
| Период | Период | Фамилия           | Партия                  | Примечания |
| ------ | ------ | ----------------- | ----------------------- | ---------- |
| 1971   | 1989   | Дезире Дебавелаэр |                         | фермер     |
| 1989   | 2002   | Жоэль Пантье      | Социалистическая партия |            |
| 2002   | 2008   | Филипп Девит      |                         |            |
| 2008   |        | Мишель Эврар      |                         |            |